# Битка при Мелитена
Битката при Мелитена е военно сражение, случило се през 1100 г. близо до Мелитена (съвременна Малатия) в днешна Турция. Битката е част от завоевателната кампания на мюсюлманите Данишменди от източен Анадол срещу Арменско кралство Киликия и се води между данишменидска конница на Малик-Гази Гюмюштекин и войските на норманския принц Боемунд I Антиохийски, като поради това се разглежда като част от кръстоносните походи.

## Предистория
След 1099 г. Боемунд всячески се опитва да консолидира създаденото от него независимо Антиохийско княжество. За тази цел той се съюзява с един съсед и воюва с друг. Такава е ситуацията и през 1100 г., когато той желае да се възползва от моментната слабост на младото Арменско кралство Киликия и да го постави в своя васална зависимост или дори да го завладее. За тази цел той сключва съюз с киликийските арменци и техния княз Гавраил срещу Данишмендите, които ги застрашават. Мюсюлманите обсаждат Мелитена, столица на арменска Киликия, и Боемунд се отправя на поход през Киликийските порти само с 300 рицари и незначителна пехотна войска. Той решава да остави силен гарнизон в Антиохия, не преценява добре силите си и е обграден, преди да може да пробие обсадата.

## Сражение
Самата битка е с малка продължителност, но с големи последици за Боемунд. Неговите войници бързо са разпръснати, разделени и неутрализирани от данишменидската конница, а самият той е пленен, окован във вериги и заключен в Неокесария, днес Никсар. Според Грусе в действителност Гюмюштекин въобще не сваля обсадата и задържа високопоставения пленник при себе си. Преди да бъде заловен, Боемунд съумява да изпрати къдрица от косите си с вест за поражението до графа на Едеса Балдуин дьо Булон с молба за помощ. Балдуин тръгва веднага с отряд от 140 рицари, но напразно – Гюмюштекин отстъпва с плячката си към крепостите си в Сивас и Неокесария. Гавраил посреща Балдуин като спасител и го обявява за свой васален господар, за чиято вечна защита той смирено моли. Графът на Едеса приема на драго сърце и оставя гарнизон от 500 души в Мелитена, които след няколко седмици успешно отблъскват следващата данишменидска атака.

## Последици
Боемунд остава в плен на Данишмендите три години, а през това време за регент на Антиохия е избран племенникът му Танкред Галилейски. През 1103 г. за Боемунд е платен значителен откуп и той се връща в княжеството си триумфално, но загубата при Мелитена изправя Антиохийското княжество пред риск за съществуването му сред враждебни съседи като Византия и селджукските емирства на Мосул, Алепо и Дамаск.